# Brno-město
Brno-město (pol. Brno Miasto) – miejska i katastralna części Brna, o powierzchni 119,43 ha. Leży na terenie gmin katastralnych Brno-střed i obejmuje swym zasięgiem najstarszą część miasta.